# The Leopard's Spots (film 1918)
The Leopard's Spots è un cortometraggio muto del 1918 diretto da Cecil M. Hepworth.

## Trama
Tedeschi in uniforme militare maltrattano una donna e il suo bambino. Tedeschi in abiti civili cercano di vendere merci tedesche a commercianti britannici.

## Produzione
Il film fu prodotto dalla Hepworth.

## Distribuzione
Distribuito dal MOI (il Ministry of Information, un dipartimento del governo britannico creato per un breve periodo alla fine della prima guerra mondiale), il film - un cortometraggio di 45,72 metri - uscì nelle sale cinematografiche britanniche nel luglio 1918.